# Domino (film 2019)
Domino è un film del 2019 diretto da Brian De Palma con protagonisti Nikolaj Coster-Waldau, Carice van Houten e Guy Pearce.

## Trama
L'ufficiale di polizia danese Christian Toft lascia il suo appartamento, dimenticando di portare con sé la pistola. Prende in prestito quella del suo compagno Lars Hansen, che viene assassinato da Ezra Tarzi, un emigrante libico i cui genitori erano stati uccisi da Salah Al-Din, un terrorista dell'ISIS. Si scopre che un agente della CIA, Joe Martin, si serve di Ezra per catturare Al-Din. Con l'aiuto della poliziotta Alex, che aveva avuto una relazione con Lars per anni, Christian inizia una caccia per vendicare la morte del compagno.

## Produzione
Il budget del film è stato di 7,8 milioni di dollari.

## Promozione
Il primo trailer del film viene diffuso il 4 aprile 2019.

## Distribuzione
La pellicola è stata distribuita nelle sale cinematografiche statunitensi e on demand a partire dal 31 maggio 2019 ed in quelle italiane dall'11 luglio 2019.

## Casi mediatici
Il regista De Palma ha rinnegato il film, che sembra abbia subito tagli di oltre mezz'ora, e ha dichiarato:
(Brian De Palma)